# Duits-Engels Akkoord van 1890
Het Duits-Engels Akkoord van 1890, ook bekend onder de namen Helgoland-Zanzibar Akkoord en Zanzibarverdrag, werd gesloten op 1 juli 1890 tussen het Duitse Rijk en het Britse Rijk. Het regelde de koloniale aanspraken die genoemde landen meenden te hebben op bepaalde gebieden in Afrika.

## Inhoud van het verdrag
Het Duits-Engelse verdrag regelde de wederzijdse erkenning van koloniale aanspraken en recht op het creëren van een invloedssfeer, die het Britse Rijk en het Duitse Rijk in bepaalde gebieden van Afrika meenden te hebben. 
Duitsland kreeg het "recht" om Zuidwest-Afrika (nu Namibië) en het hedendaagse Tanzania te koloniseren. Vaak ging dat in de vorm van een zogenaamd protectoraat, waarbij de grootmacht militaire bescherming bood in ruil voor het exclusieve recht om het land te exploiteren. Duitsland kreeg via de Caprivistrook toegang tot de Zambezi-rivier.
Het verdrag bepaalde verder, dat Duitsland zijn belangen in Kenia, speciaal die in het sultanaat Zanzibar en Duits-Witu, zou overdragen aan Groot-Brittannië. In ruil kreeg Duitsland de soevereiniteit over het Noordzee-eiland Helgoland. Duitsland werd door het verdrag beperkt in zijn koloniale activiteiten aan de Oostkust van Afrika. Groot-Brittannië kon daarentegen zijn enclave Walvisbaai in Zuidwest-Afrika niet verder uitbouwen.
Artikel 10 regelde, dat missionarissen van beide grootmachten ook in elkaars "invloedssferen" bescherming genoten. Zo konden zij ongehinderd de Afrikaanse heidenen kerstenen, hoewel het akkoord daarbij vermeldt, dat religieuze tolerantie en vrijheid van godsdienst is verzekerd.

## Controverse over de naam van het verdrag

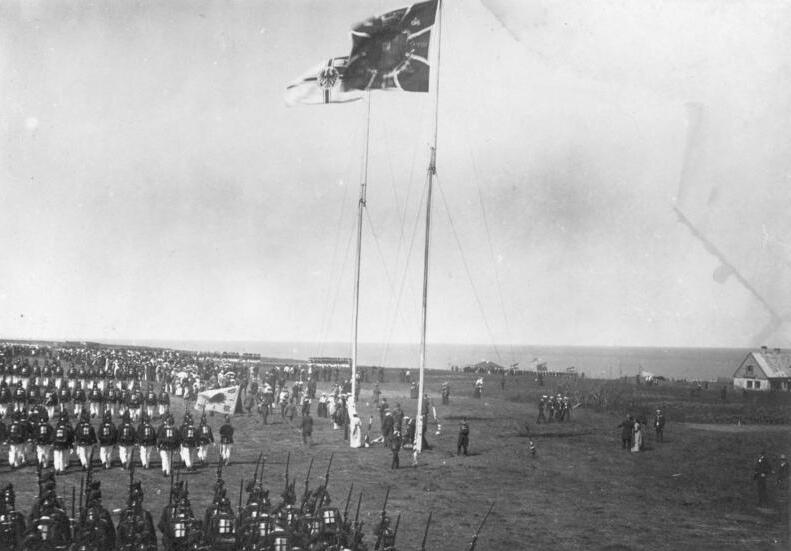
De overdrachtceremonie op Helgoland, 10 augustus 1890.